# Dave Grusin
Dave Grusin (* 26. června 1934 Littleton, Colorado, USA) je americký klavírista, hudební producent, hudební skladatel, aranžér a dirigent. Studoval hudbu na University of Colorado at Boulder a hudbě se profesionálně začal věnovat koncem padesátých let. V letech 1963 až 1965 byl dirigentem v televizním pořadu The Andy Williams Show a později složil úvodní znělku k řadě dalších pořadů. V roce 1978 spolu s Larrym Rosenem založil hudební vydavatelství GRP Records. Během své kariéry spolupracoval s mnoha hudebníky, mezi které patří Howard Roberts, Gerry Mulligan, Ron Carter, Art Farmer nebo Patti Austin. Jeho mladším bratrem je klavírista Don Grusin.

## Skladatelská filmografie (výběr)
- Absolvent (1967)
- Where Were You When the Lights Went Out? (1968)
- Srdce je osamělý lovec (1968)
- Columbo: Vražda na předpis (1968)
- Vítězství (1969)
- Rozlícené posluchárny (1970)
- Vyrovnávání účtů (1971)
- Banda, která neuměla pořádně střílet (1971)
- Velká Northfieldská loupež (1972)
- Poldové (1972)
- Přátelé Eddieho Coylea (1973)
- Půlnoční muž (1974)
- Japonská mafie (1974)
- Tři dny Kondora (1975)
- Na černé listině (1976)
- Pan Bilión (1977)
- Děvče pro zábavu (1977)
- Bobby Deerfield (1977)
- Nebe může počkat (1978)
- Šampion (1979)
- Elektrický jezdec (1979)
- …a spravedlnost pro všechny (1979)
- Moje tělesná stráž (1980)
- Rudí (1981)
- Na Zlatém jezeře (1981)
- Bez zlého úmyslu (1981)
- Tootsie (1982)
- Autor! Autor! (1982)
- Zamilován (1984)
- Papež z Greenwich Village (1984)
- O závod s měsícem (1984)
- Malá bubenice (1984)
- Rošťáci (1985)
- Ishtar (1987)
- Válka o fazolové pole (1988)
- Klářino srdce (1988)
- Bílé období sucha (1989)
- Báječní Bakerovi hoši (1989)
- Ohňostroj marnosti (1990)
- Havana (1990)
- For the Boys (1991)
- Firma (1993)
- Lék (1995)
- Boss (1996)
- Za soumraku (1997)
- Selena (1997)
- Přístav naděje (1998)
- Náhodné setkání (1999)
- Večeře u přátel (2001)
- Hranice smrti (2006)
- Hazard (2006)
- Nové sčítání hlasů (2008)